# Marble (KDE)
Marble – wirtualny globus, który pozwala użytkownikowi wybierać wygląd między Ziemią, Księżycem, Wenus, Marsem i innymi planetami. Jest to wolne oprogramowanie na warunkach licencji GNU LGPL, opracowane przez KDE i społeczność open source do użytku na komputerach osobistych z systemem operacyjnym kompatybilnym z Qt-4. W wersji beta również dostępna jest aplikacja na system Android.
Marble ma być bardzo elastycznym programem, i jego podstawowe składniki mogą być łatwo zintegrowane z innymi programami. Jest przeznaczony do pracy bez konieczności przyspieszenia sprzętowego, ale może korzystać z OpenGL.
Autorzy wprowadzili obsługę źródeł on-line, takich jak mapy OpenStreetMap i zdolność do interpretowania plików KML. Marble również ma możliwości planowania trasy. Tryb nawigacji o nazwie MarbleToGo został opracowany jako część Google Summer of Code 2010.